# Danuta Plecka
Danuta Plecka (do 2013 Karnowska) – polska politolog, profesor nauk społecznych.

## Życiorys
Ukończyła studia na Uniwersytecie Kazimierza Wielkiego w Bydgoszczy, na kierunku nauki społeczne w 1996. W 1997 podjęła pracę w Instytucie Nauk Politycznych Uniwersytetu Kazimierza Wielkiego w Bydgoszczy. W 2004 uzyskała stopień doktora na podstawie rozprawy: Recepcje idei liberalnych w Polsce w warunkach transformacji systemowej, napisanej pod kierunkiem prof. dr. hab. Tadeusza Godlewskiego na Wydziale Dziennikarstwa i Nauk Politycznych Uniwersytetu Warszawskiego. W 2010 rozpoczęła pracę w Katedrze Systemu Politycznego RP Wydziału Politologii i Studiów Międzynarodowych UMK w Toruniu. W 2011 habilitowała się w zakresie nauk o polityce na podstawie rozprawy pt. Spór o wspólnoty: idee komunitarystyczne we współczesnej polskiej myśli politycznej, której recenzentami byli prof. dr hab. Michał Śliwa, prof. dr hab. Witold Wojdyło, prof. dr hab. Krystyna Trembicka i prof. dr hab. Mirosław Karwat. Od 2013 była profesorem nadzwyczajnym UMK, a w marcu 2021 została profesorem nadzwyczajnym Uniwersytetu Gdańskiego. W latach 2011–2018 kierownik studiów doktoranckich w zakresie nauk o polityce na WPiSM UMK, a w latach 2021–2022 prodziekan ds. kształcenia Wydziału Nauk Społecznych UG. W lipcu 2024 postanowieniem Prezydenta RP nadano jej tytuł profesora nauk społecznych w dyscyplinie nauki o polityce i administracji. Promotor siedmiu doktorów, kilkunastu magistrów i licencjatów, autorka książek i artykułów naukowych.

## Zainteresowania badawcze
Zainteresowania badawcze koncentruje wokół problemów partii politycznych, szczególnie w sferze idei i wartości reprezentowanych zarówno w projektach, jak i podejmowanych działaniach. Do obszaru zainteresowań należy także transformacja systemowa w Polsce po 1989, a szczególnie wpływ idei i postaw liberalnych na jej przebieg. Istotne miejsce wśród zainteresowań badawczych zajmuje kondycja obywatela i jego polityczne kompetencje, partycypacja konwencjonalna i niekonwencjonalna w sferze politycznej.

## Działalność naukowa i organizacyjna
- Zastępca redaktora naczelnego „Athenaeum. Political Science”[4]
- Członek rady naukowej półrocznika „Preferencje Polityczne”[5]
- Członek rady naukowej periodyku „European Journal of Transformation Studies”
- Członek redakcji „Nowej Polityki Wschodniej”[6]
- Organizator cyklu międzynarodowych konferencji naukowych pt. Administracja Publiczna
- Kierownik Studiów Doktoranckich, WPiSM UMK (2011–2018)
- Kierownik Katedry Systemów Politycznych, UZ (2018–2020)
- Prorektor ds. Jakości i Rozwoju WSKM w Koninie (2018–2021)
- Kierownik Zakładu Systemów Politycznych – Instytut Politologii UG
- Prodziekan ds. Kształcenia WNS UG (2021–2022)

## Nagrody
- Nagroda Rektora UKW za osiągnięcia uzyskane w działalności naukowej w roku akademickim 2004
- Nagroda Rektora UMK za osiągnięcia uzyskane w działalności naukowej w roku akademickim 2012
- Nagroda Rektora UMK za osiągnięcia uzyskane w działalności naukowej w roku akademickim 2017
- Nagroda Rektora UG za osiągnięcia uzyskane w działalności naukowej w roku akademickim 2023
- Nagroda Rektora UMK za osiągnięcie uzyskane w działalności naukowej w roku akademickim 2023

## Wizyty studyjne, staże badawcze i stypendia
- Visiting-Professor, Grigol University w Tbilisi (Gruzja) 2016
- Visiting researcher – Uniwersytet Słowiański w Baku (Azerbejdżan) w 2017
- Visiting researcher – Uniwersytet Słowiański w Baku (Azerbejdżan) w 2018
- Vistiting Professor – w L.N.Gumilyov Eurasian National University (Kazachstan) w 2019
- Visiting Professor – Uniwersytet Słowiański w Baku (Azerbejdżan) w 2023

## Wybrane publikacje naukowe
Monografie:
1. O gentelmenach w polityce. Demokracja otwarta a polityczne kompetencje obywatelskie w kontekście kryzysu demokracji i prób jego przezwyciężania, Toruń 2023.
2. System polityczny Rzeczypospolitej Polskiej. Wybrane aspekty, Toruń 2020.
3. The State Security Policy In National Security Strategies of the Republic of Poland In the Years 2002–2014 (współautorstwo J. Marszałek-Kawa), Toruń 2019.
4. Leksykon wiedzy politologicznej, (współredakcja J. Marszałek-Kawa), Toruń 18.
5. W kierunku liberalizmu? Recepcja idei liberalnych w Polsce w warunkach transformacji ustrojowej, Toruń 2005[7].
6. Spór o wspólnoty. Idee komunitarystyczne we współczesnej polskiej myśli politycznej, Toruń 2011[8].
7. Social security. Selected Aspects, (współautorstwo z J. Marszałek-Kawą, A. Hołubem), Toruń 2018[9].

Opracowania i redakcje:
Seria Demokracja....
1. Demokracja w Polsce po 2005 roku, Toruń 2008[10].
2. Demokracja w Polsce po 2011 roku, Katowice 2014.
3. Demokracja w Polsce po 2015 roku, Toruń 2018[11].

Seria Administracja.....
1. Współczesne wyzwania administracji rządowej i samorządowej, Toruń 2013.
2. Administracja publiczna w projektach politycznych, Toruń 2014.
3. Wybory samorządowe w 2014 roku, Toruń 2015.
4. Administracja publiczna. Bezpieczeństwo państwa w kontekście bezpieczeństwa międzynarodowego, Toruń 2016.
5. Administracja publiczna. Współpraca w zakresie zadań zleconych jednostek samorządu terytorialnego z NGO’S, Toruń 2018.

Inne:
1. Polskie zbliżenia z liberalizmem (współredakcja z T. Godlewskim), Toruń 2006.
2. Globalizacja – pomiędzy polityką a ekonomią. Wybrane aspekty (współredakcja z M. Szatlach), Toruń 2006.
3. Paradoksy liberalizmu (współredakcja z A. Modrzejewskim), Toruń 2009.
4. Współczesne partie polityczne. Wybrane problemy (współautor), D. Karnowska, T. Godlewski, I. Kapsa, M. Jastrzębski, A. Lipiński, Toruń 2009.
5. Obywatel, instytucje, władza. Księga dedykowana Profesorowi Tadeuszowi Godlewskiemu, (współredakcja z J. Noconiem), Toruń 2012.

Studia i artykuły:
1. Stereotyp liberalizmu polskiego, w: Polskie zbliżenia z liberalizmem (red.) T. Godlewski, D. Karnowska, Toruń 2006, s. 142–153.
2. Liberalizm konserwatywny Unii Polityki Realnej, „Athenaeum. Political Science”, nr 14–15/2006.
3. Idea wspólnego dobra w procesie globalizacji, w: Globalizacja – pomiędzy polityką a ekonomią. Wybrane aspekty, (red.) D. Karnowska, M. Szatlach, Toruń 2006, s. 23–37.
4. Partie polityczne w Polsce i Czechach w warunkach transformacji. Próba porównania, w: Czechy, Polska, Ukraina. Partie i systemy partyjne. Stan i perspektywy, (red.) K. Kowalczyk, Ł. Tomczak, Toruń 2007, s. 237–245.
5. W poszukiwaniu dobrego państwa. Projekty komunitarystów, w: Wizje dobrego państwa. Idee i teorie (red.) A. Lisowska, A. Jabłoński, Toruń 2007, s. 129–138.
6. Recepcja idei społeczeństwa obywatelskiego i państwa liberalnego w Polsce w warunkach transformacji ustrojowej, w: Europejskie wartości, regionalne i narodowe, (red.) J. Knopek, Piła 2007, s. 319–329.
7. Koncepcje polityki zagranicznej liberalnych partii politycznych w Polsce na przełomie XX I XXI wieku, w: Niepodległość. Zależność. Suwerenność. Problematyka zagraniczna w najnowszej polskiej myśli politycznej, (red.) K. Trembicka, W. Paruch, Lublin 2007, s. 289–299.
8. Jednostka czy wspólnota? Nowa odsłona starego sporu w dyskursie komunitarystów z liberałami, w: Kontynuacje i nowatorstwo w świecie współczesnych idei, (red.) M. Mikołajczyk, M. Śliwa, Kraków 2008, s. 205–213.
9. Demokracja w myśli liberałów w Polsce w warunkach transformacji ustrojowej, w: Polska demokracja. Koncepcje, płaszczyzny, instytucje, (red.) S. Wróbel, Toruń 2008, s. 38–50.
10. Religia i polityka. O mariażu sacrum i profanum na przykładzie Polski w latach 2005–2008, w: Demokracja w Polsce po 2005 roku, (red.) D. Karnowska, Toruń 2008, s. 237–242.
11. Komunitarystyczna wspólnota responsywna w polskich partiach politycznych. Studium przypadku: od UD do PD.pl., w: Współczesne partie polityczne. Wybrane problemy (współautor), D. Karnowska, T. Godlewski, I. Kapsa, M. Jastrzębski, A. Lipiński, Toruń 2009, s. 148–186.
12. Wspólnota komunitarystyczna w przestrzeni publicznej, w: Adaptacja, reforma, stabilizacja. Przestrzeń publiczna we współczesnych systemach politycznych (red.) T. Koziełło, P. Maj, W. Paruch, Rzeszów 2010, s. 137–147.
13. Liberalizm polski czy liberalizm w Polsce?, w: Polskie ugrupowania liberalne, (red.) Ł. Tomczak, Wrocław 2010, s. 9–21.
14. „Solidarność” jako środowisko antyliberalne na polskiej scenie politycznej, w: Polska scena polityczna. Środowiska – komunikacja polityczna – strategie (red.) K. Sobolewska-Myślik, A. Hess, K. Kowalczyk, Kraków 2010, s. 30–38.
15. Identyfikacja lewica-prawica i jej rozumienie w przestrzeni kulturowej, w: Preferencje polityczne Polaków 2009. Postawy – identyfikacje – zachowania (red.) A. Turska-Kawa, W. Wojtasik, Katowice 2010, s. 139–153.
16. Solidarność społeczna jako wyraz dbałości o bezpieczeństwo wewnętrzne państwa. Studium na przykładzie wybranych kampanii wyborczych na urząd Prezydenta RP w 2010 roku, w: Wybory prezydenckie 2010, (red.) J. Okrzesik, W. Wojtasik, Katowice 2011.
17. Modernizacja i regres w myśli liberałów w Polsce w latach 80., „Annales Universitatis Paedagogicae Cracoviensis. Studia Politologica”, nr VI/2011.
18. A review of the book, Ł. Dominiak, The value of community. Political philosophy of communitarism, „Polish Political Science Yearbook 2011”.
19. Indywidualizm verus wspólnota, w: Preferencje polityczne Polaków 2009. Postawy – identyfikacje – zachowania (red.), A. Turska-Kawa, W. Wojtasik, Katowice 2011.
20. Wpływ kompetencji obywatelskich na poziom konsolidacji demokracji w Polsce, „Preferencje polityczne. Postawy – identyfikacje – zachowania”, nr 3/2012, Katowice 2012, s. 27–47.
21. Idea i praktyka demokracji substancjalnej na przykładzie Platformy Obywatelskiej w latach 2001–2010, w: Między aprobatą a odrzuceniem. Demokracja polska w refleksji i praktyce politycznej XX i XXI wieku, red. M. Strzelecki, Olsztyn 2012, s. 227–241.
22. W służbie wspólnoty, w: Obywatel, instytucje, władza na przełomie XX i XXI wieku. Księga dedykowana profesorowi Tadeuszowi Godlewskiemu, red. D. Karnowska, J. Nocoń, Toruń 2012, s. 72–92.
23. Restytucja wspólnotowego wymiaru polityki w republikańsko-komunitarystycznej krytyce kultury i teorii liberalnej, w: Ponowoczesność w poszukiwaniu nowej wizji polityki, (red.) Ł. Dominiak, B. Michalak, Toruń 2012, s. 49–65.
24. Polityka zagraniczna Prawa i Sprawiedliwości w latach 2005–2011. Próba bilansu, „Nowa polityka wschodnia”, nr 2/2012, s. 42–53.
25. Rozliczenie z PRL-em jako przesłanka budowy wspólnoty ekskluzywnej w perspektywie komunitarystycznej (w koncepcjach Prawa i Sprawiedliwości), „Annales Universitatis Paedagogicae Cracoviensis. Studia Politologica”, nr X/2013.
26. Czy kompetencje obywatelskie mają wpływ na kształtowanie liderów społecznych?, w: Lider społeczny w XXI wieku, (red.) A.K. Piasecki, Kraków 2013, s. 50–68.
27. Individualism and civic participation – an essay on a certain way of thinking about citizenship, „Political Preferences”, nr 4/2013, s. 89–99.
28. Wartości a wartości polityczne w kształtowaniu bezpieczeństwa społecznego, „Political Preferences”, nr 5/2013, s. 49–63.
29. Democracy at the Service of the Community, „Polish Political Science Yearbook 2013”.
30. Obywatelskie kompetencje polityczne, „Kultura i Edukacja”, nr3/2013, s. 116–141.
31. Kapitał społeczny w budowaniu bezpieczeństwa społecznego w koncepcji Platformy Obywatelskiej w latach 2007–2013, w: Demokracja w Polsce po 2007 roku, (red.) D. Plecka, Katowice 2014, s. 189–203.
32. Świadomość wspólnoty jako podstawa budowy społeczeństwa obywatelskiego, w: Administracja publiczna w projektach politycznych, (red.) D. Plecka, Toruń 2014, s. 160–180.
33. Obywatel w systemie demokratycznym, w: Studia nad współczesnymi systemami politycznymi. Instytucje i mechanizmy rywalizacji politycznej, (red.) R. Alberski, W. Jednaka, D. Skrzypiński, Toruń 2014, s. 187–196.
34. Indywidualizm a partycypacja obywatelska, czyli o pewnym stylu myślenia na temat obywatelstwa, w: Wielowymiarowość politologii, (red.) A. Chodubski, A. Marszałek-Kawa, Toruń 2014, s. 58–69.
35. Raport z badań w ramach projektu „Preferencje Polityczne. Postawy-Identyfikacje-Zachowania 2013”, „Roczniki Nauk Społecznych” nr 1/2014, s. 185–193.
36. Państwo obywatelskie w koncepcjach Platformy Obywatelskiej RP i Prawa i Sprawiedliwości, w: Partie polityczne. Struktury, programy, kampanie, (red.) Ł. Tomczak, Wrocław 2014, s. 135–151.
37. Znaczenie kapitału społecznego dla kształtowania bezpieczeństwa społecznego w Polsce na przełomie XX i XXI wieku, w: Polityka społeczna dla bezpiecznego rozwoju, (red.) M. Leszczyński, M. Kubiak, Gdańsk 2015, s. 56–70.
38. Liberalizm w Polsce na przełomie XX i XXI wieku, w:Ideologie, doktryny, ruchy społeczne i polityczne. Wybrane problemy, (red.) M. Marczewska-Rytko, W. Ziętara, Lublin 2015, s. 185–195.
39. Recenzja książki M. Mikołajczyk, Rewizjoniści. Obecność w dyskursach PRL, „Athenaeum. Polskie Studia Politologiczne”, 45/2015, s. 209–215.
40. Obywatelskie kompetencje polityczne a wybrane motywy podejmowania decyzji wyborczych, „Political Preferences“ 10/2015, s. 73–89.
41. Political Culture and Democratisation of a Political Regime. The Case of Poland after 1989, „European Journal of Transformation Studies” vol. 3, No. 2/2015, s. 24–41.
42. Wolność polityczna i własność prywatna jako wartości liberalne trwale zakorzenione w świadomości Polaków, „Political Preferences“ 11/2016, s. 73–89.
43. Societal security as an instrument for creating populist attitudes, „Political Preferences“ 12/2016, s. 45–61.
44. Anxiety Determinants of Populist Approaches Among Young People, w: „Athenaeum. Polish Political Science” 52/2016, s. 21–39.
45. Obywatel a partie polityczne – wstęp do analizy na przykładzie Platformy Obywatelskiej RP i Prawa i Sprawiedliwości, „Political Preferences“ 17/2017, s. 27–38.
46. Psychological Determinants of Civic Engagement, „Athenaeum. Polish Political Science” 56/2017, s. 268–283.
47. Social Security as a Factor Contributing to the Evolution of the Political System in Poland after the Parliamentary Elections of 2015, Środkowoeuropejskie Studia Polityczne, nr 4/2017.
48. Bezpieczeństwo społeczne w perspektywie wyborów parlamentarnych w 2015 roku, w: Demokracja w Polsce po 2015 roku, red. D. Plecka, Toruń 2018.
49. Political Knowledge as the Basis or Building Mutal Relations in the International Arena. The casy of Poland and Azerbaijan, European Journal of Transformation 2018, vol. 6 No 1.
50. IsLeft-WingLiberalismPossible in Poland?, „Athenaeum. Polish Political Science” 58/2018, s. 111–130.
51. Education and Political Subjectivity. A Study Report, „The New Educational Review”, 57/2019, s. 17–27.
52. Elity polityczne i ich rola w społeczeństwie w kontekście konstytucyjnych wartości obywatelskich, „Przegląd Prawa Konstytucyjnego” 2/2020, s. 259–269.
53. Kulturowe uwarunkowania zarządzania wiedzą w organizacjach, Studia Iuridica 2022, nr 92, s. 288–303 (współautorstwo L. Młodzik)
54. Non-liberal democracy and the possibilities of its consolidation, Polish Political Science Yearbook 2022, nr 52, s. 25–34.
55. Prawo do partycypacji. Wstęp do analizy rozwiązań konstytucyjnych w III RP w kontekście koncepcji demokracji otwartej, „Przegląd Prawa Konstytucyjnego” 2022, nr 6(70), s. 215–223 (współautorstwo J. Och)
56. The crisis of liberal democracy vs. political knowledge, „Annales Universitatis Mariae Curie-Sklodowska, sectio M – Balcaniensis et Carpathiensis” 2022, vol. 7, s. 37–47.
57. Emotions and Political Knowledge and Their Role in the Mobilization of the International War Community on the Example of the in Ukraine (współautorstwo A. Szpak), in: War in Ukraine. Media and Emotions, (red.) A. Turska-Kawa, A. Kasińska-Metryka, K. Pałka-Suchojad, New York 2023, ss. 173–188.
58. My Home, My Ukraine. The Patriotic and Civic Attitudes of Young Ukrainians, (współautorstwo J. Marszałek-Kawa, A. Kozyrska), w: War in Ukraine. Media and Emotions, (red.) A. Turska-Kawa, A. Kasińska-Metryka, K. Pałka-Suchojad, New York 2023, s. 151–172.